# Temognatha heros
Temognatha heros es una especie de escarabajo del género Temognatha, familia Buprestidae. Fue descrita científicamente por Géhin en 1855.
Esta especie está presente en Australia Meridional y Occidental (Nueva Gales del Sur y Victoria). Estos escarabajos se pueden encontrar en cuencas de drenaje y zonas costeras y oceánicas. 
Las larvas son barrenadores de la madera de las especies Casuarina, Eucalyptus gracilis, Eucalyptus oleosa, Eucalyptus foecunda y Melaleuca uncinata.

## Descripción
Pueden alcanzar una longitud de aproximadamente 60 a 80 milímetros (2,4 a 3,1 pulgadas). Es el más grande del género Temognatha. El color básico del cuerpo es naranja amarillento, mientras que el pronoto es rojizo oscuro. Las patas muestran un color azul metálico.